# Vladimir Karabutov
Vladimir Nikolaevič Karabutov (in russo Владимир Николаевич Карабутов?; 22 aprile 1967) è un pallanuotista russo, vincitore di una medaglia di bronzo ai giochi olimpici di Barcellona 1992.